# Hartmuth C. Kolb
Hartmuth Christian Kolb (nacido el 10 de agosto de 1964) es un químico alemán. Se le considera uno de los fundadores de la química del clic.

## Vida y carrera profesional
Tras graduarse en el instituto de Marsberg en 1983, Kolb estudió en la Universidad de Hannover. Se doctoró como alumno de Steven Ley en el Imperial College de Londres con una tesis sobre química orgánica preparativa (Síntesis del fragmento decalina de la azadiractina). Como becario postdoctoral trabajó con Barry Sharpless en el Instituto de Investigación Scripps de La Jolla (California). Posteriormente trabajó en el departamento de investigación de Ciba-Geigy en Basilea de 1993 a 1997 antes de ocupar un puesto directivo en Coelacanth Corporation, fundada por Sharpless y A. Bader en Princeton, Nueva Jersey. Coelacanth fue finalmente adquirida por Lexicon Pharmaceuticals.
En 2002, Kolb obtuvo una plaza de profesor asociado en el Departamento de Química del Instituto de Investigación Scripps. Posteriormente, Kolb obtuvo una cátedra en la Universidad de California en Los Ángeles. 
En 2004, Kolb regresó a la industria y se convirtió en vicepresidente de investigación de biomarcadores de imagen molecular de Siemens Healthcare en Culver City (California). 
En 2013, Siemens vendió dos de los radiotrazadores de tomografía por emisión de positrones (PET) desarrollados allí a Eli Lilly and Company, en particular el trazador Tau PET [18F]-T807 (también conocido como AV1451, Flortaucipir, Tauvid), ahora aprobado por la FDA para imágenes PET del cerebro para estimar la densidad y distribución de ovillos neurofibrilares (NFT) tau agregados en pacientes adultos con deterioro cognitivo que están siendo evaluados para la enfermedad de Alzheimer (EA). 
Simultáneamente, Kolb se incorporó a Avid Radiopharmaceuticals en Filadelfia (Pensilvania), filial de Eli Lilly and Company, como vicepresidente de investigación, y más tarde se incorporó a Janssen Research & Development (Johnson & Johnson) como vicepresidente de Biomarcadores de Neurociencia e Imagen Global.

## Trabajo
Junto con Barry Sharpless y M.G. Finn, Kolb desarrolló el concepto de la química del clic, un enfoque para simplificar la síntesis centrándose en unas pocas reacciones químicas que son similares en la naturaleza.La publicación científica asociada Click chemistry: diverse chemical function from a few good reactions ha sido citada más de 14.000 veces (a partir de 2021) y fue galardonada con el Premio Nobel de Química 2022 para K. Barry Sharpless, Carolyn Bertozzi y Morten Meldal.
Kolb perfeccionó el método combinándolo como química de clic in situ con procesos microfluídicos. Esto facilita especialmente la síntesis de nuevos inhibidores para diversas enzimas. Los trabajos más recientes de Kolb se centran en la síntesis de nuevos trazadores para tomografía por emisión de positrones (por ejemplo, para detectar la proteína tau en la enfermedad de Alzheimer) y en las pruebas clínicas de estos trazadores, entre los que destaca el [18F]-T807, también conocido como AV1451, Flortaucipir, Tauvid, que fue aprobado en 2020 por la Administración de Alimentos y Medicamentos de EE. UU. (FDA) para la obtención de imágenes de ovillos neurofibrilares en adultos que están siendo evaluados para la enfermedad de Alzheimer.
El laboratorio de Kolb ha desarrollado un ensayo de plasma sanguíneo para fosfo-217-Tau (p217Tau), que muestra potencial como biomarcador periférico de alta precisión para el estado de amiloide y Tau en la enfermedad de Alzheimer. 

## Premios
Kolb fue elegido ganador del Premio Alzheimer 2015 por el Journal of Alzheimer's Disease y fue uno de los ganadores del Premio Horizon de la División Orgánica 2021 de la Royal Society of Chemistry: Premio Robert Robinson en Química Orgánica Sintética. 